# Distretto di Nam Pat
Il distretto di Nam Pat (in thailandese: น้ำปาด) è un distretto (amphoe) della Thailandia, situato nella provincia di Uttaradit.